# Wickerhamomyces anomalus
Wickerhamomyces anomalus (E.C. Hansen) Kurtzman, Robnett & Bas.-Powers – gatunek grzybów z rzędu drożdżakowców (Saccharomycetales). Jeden z najczęściej występujących gatunków drożdży w produktach spożywczych.

## Systematyka i nazewnictwo
Pozycja w klasyfikacji według Index Fungorum: Wickerhamomyces, Wickerhamomycetaceae, Saccharomycetales, Saccharomycetidae, Saccharomycetes, Saccharomycotina, Ascomycota, Fungi.
Po raz pierwszy opisał go w 1891 r. Emil Christian Hansen, nadając mu nazwę Saccharomyces anomalus. Potem zaliczany był do różnych rodzajów w randze gatunku lub odmiany. W 2008 r. Kurtzman, Robnett i Bas.-Powers w wyniku badań nowoczesnymi metodami biologii molekularnej i analizy DNA przenieśli go do nowo utworzonego przez siebie rodzaju Wickerhamomyces. Ma około 50 synonimów, niektóre z nich:
- Candida beverwijkiae E.K. Novák & Vitéz 1964
- Monilia pelliculosa (Redaelli) Nann. 1934
- Pichia anomala (E.C. Hansen) Kurtzman 1984
- Saccharomyces aceris-saccharini Fabian & H.H. Hall 1933[3].

## Rozwój i rozmnażanie
W kolonii na agarze z 5% ekstraktem słodowym po 3 dniach w temperaturze 25 °C komórki przybierają kształt kulisty lub wydłużony, o wymiarach 1,9–4,1 × 2,1–6,1 µm i występują pojedynczo, w parach lub w małych skupiskach. Kolonia ma konsystencję masła i lekko brązowy kolor. Niektóre szczepy wytwarzają błonki różniące się grubością i powierzchnią; może być gładka lub pofałdowana.
Na płytkach Dalmau na agarze po 7 dniach w temperaturze 25 °C pod szkłem nakrywkowym, u wielu szczepów mogą powstawać liczne, rozgałęzione pseudostrzępki, niektóre szczepy ich nie tworzą. Nigdy nie powstają prawdziwe strzępki, nie jest więc grzybem dymorficznym. Przy dostępie tlenu kolonie są białe do brązowobiałych, u niektórych szczepów gładkie i błyszczące, u innych matowe i nieco kredowe. Brzeg kolonii cały lub klapowany, czasami wykazują frędzle pseudostrzępek. Kultury zwykle wydzielają lekko przyjemny zapach.

## Występowanie
W. anomalus jest szeroko rozpowszechniony w przyrodzie, występuje w glebie, materiale roślinnym, dla ludzi i zwierząt jest oportunistycznym patogenem. Prawdopodobnie głównym siedliskiem tego gatunku są rośliny, w słowackich badaniach okazało się, że jest to jeden z najczęściej występujących drożdży izolowanych z liści i igieł 10 różnych gatunków drzew naturalnie rosnących w Karpatach na Słowacji.
Znajduje się na trzecim miejscu na liście najczęściej występujących drożdży w produktach spożywczych. Występuje w winach, piwach i sokach. Znajduje się w fermentujących piwach i winach, pojawia się po tygodniu w kiszonych oliwkach i stanowi tu 50% populacji drożdży. Często powoduje psucie się piwa i produktów piekarniczych.

## Zastosowania
W. anomalus charakteryzuje się zdolnością do wzrostu w stresujących warunkach środowiskowych, takich jak ekstremalne pH, niska aktywność wody i warunki beztlenowe, rzadko jednak wykorzystywany jest w biotechnologii.
- Jest niezbędny do fermentacji ziaren kakao i kawy, gdzie dokonuje degradacji pektyn otaczających tkanki[4].
- Wykorzystuje się go przy produkcji gliceryny i etanolu przy niskiej aktywności wody, syntezie polioli i produkcji fitazy[4].
- Może być wykorzystany do zwalczania pleśni podczas przechowywania jabłek i zboża. Może rosnąć w warunkach ekstremalnego stresu środowiskowego, w tym bez tlenu, co czyni go silnie konkurencyjnym w stosunku do pleśni rozwijających się w warunkach przechowalni[4].
- Wytwarza mykotoksynę, która jest zabójcza dla niektórych szczepów Candida powodujących psucie się wina. Stwarza to możliwość wykorzystania go do zwalczania tych szczepów[4]

## Chorobotwórczość
W literaturze jest wiele doniesień o wykryciu W. anomalus w próbkach klinicznych. Jego anamorfa została wyizolowana z zakażonego płuca ludzkiego, uznano ją także za przyczynę fungemii u noworodków i grzybicze zapalenie rogówki oka. Podano sporadyczne przypadki zapalenia płuc, zapalenia wsierdzia i komór serca, infekcji dróg moczowych i infekcji błony śluzowej jamy ustnej. Śmiertelność noworodków z powodu fungemii spowodowanej tym patogenem wyniosła 41%, co wskazuje, że jest to nowy patogen szpitalny. Czynnikami ryzyka są cewniki do żyły centralnej, wcześniejsza antybiotykoterapia, żywienie pozajelitowe, długi czas hospitalizacji, a u niemowląt niska masa urodzeniowa i wcześniactwo.